# إعلان بلفور 1926

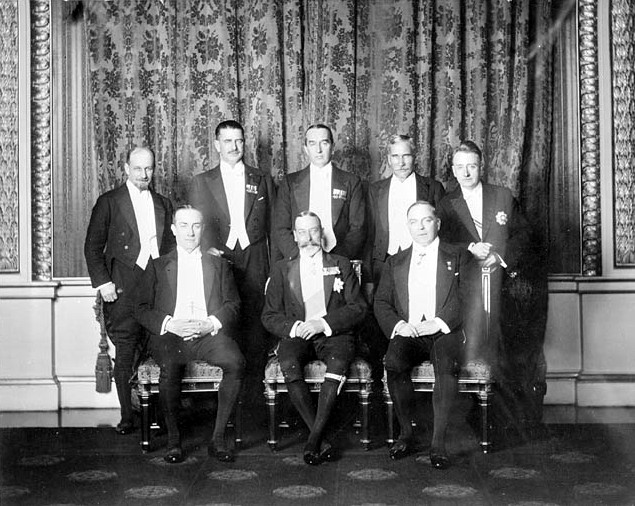

إعلان بلفور عام 1926، هو تقرير أصدره آرثر جيمس بلفور نتج عن المؤتمر الإمبراطوري عام 1926 لقادة دول بريطانيا العظمى، والذي عقد في لندن.
في هذا المؤتمر الإمبراطوري قام المندوبون تحت ضغط بعض الأقطار مثل كندا بتعريف أعضاء الكومنولث كالتالي:
مجتمعات مستقلة داخل الإمبراطورية البريطانية تتساوى أوضاعها القانونية ولا يخضع أحد منها للآخر بأي حال من الأحوال في أي جانب من جوانب شؤونهم الداخلية أو الخارجية، بالرغم من ارتباطهم بولاء مشترك للملك واتحادهم الاختياري كأعضاء في الكومنولث البريطاني.

## هوامش
1. ↑  Marshall، Sir Peter (September -2001). "The Balfour Formula and the Evolution of the Commonwealth". The Round Table Journal. ج. 90 ع. 361: pp. 541–53. DOI:10.1080/00358530120082823. {{استشهاد بدورية محكمة}}: تحقق من التاريخ في: |تاريخ= (مساعدة)، |صفحات= يحتوي على نص زائد (مساعدة)، والوسيط |تاريخ الوصول بحاجة لـ |مسار= (مساعدة)

## وصلات خارجية
- نص الإعلان باللغة الإنجليزية